# Saskia Bolten
S.C.C.M. (Saskia) Bolten (Uithoorn, 9 augustus 1954) is een Nederlands GroenLinks-politica.
Haar vader, P.J. Bolten, was van 1961 tot 1975 KVP-burgemeester van Schipluiden.

## Levensloop
Bolten volgde de havo in Rijswijk. Na de middelbare school volgde zij tussen 1972 en 1973 de School voor Journalistiek in Utrecht. Daarna werkte zij tussen 1976 en 1989 als (eind)redacteur bij verschillende vakbladen en radio-omroepen. Tussen 1984 en 1995 werkte zij als voorlichtster onder andere bij de ouderenbond COSBO, een psychiatrisch ziekenhuis en het centrum buitenlanders West-Brabant. Tussen 1991 en 1997 was zij lid van de Provinciale Staten van Noord-Brabant. Daarvoor was zij kort burgerraadslid in Bergen op Zoom.
Bij de Tweede Kamerverkiezingen van 1998 stond Bolten op plaats 13 op de kandidatenlijst van GroenLinks. GroenLinks haalde elf zetels bij de verkiezingen. Daarna was zij acht jaar lid van de gemeenteraad in Delft. Ondertussen werkte ze tussen 1997 en 2000 als senior adviseur bij een communicatiebureau. Tussen 2000 en 2006 was zij zelfstandig journalist, communicatieadviseur en interim-manager. In 2005 studeerde ze af in de bestuurskunde aan de Erasmus Universiteit Rotterdam.
Bij de gemeenteraadsverkiezingen van 2006 was Bolten lijsttrekker van GroenLinks in Delft. Vervolgens werd zij wethouder. Als wethouder had zij de portefeuilles Inkomen, arbeidsmarkt en emancipatie, Financiën, waarin ook belastingen en nutsbedrijven, Communicatie en het project Bomenwijk. Het College van B&W van Delft werd tussen 2006 en 2010 gevormd uit een coalitie van GroenLinks, PvdA, VVD en de lokale partij STIP. Na de verkiezingen van 2010 werd Bolten andermaal wethouder, deze keer binnen een coalitie van D66, PvdA, CDA, GroenLinks en STIP.
Op 21 mei 2012 werd ze benoemd tot burgemeester van de gemeente Steenbergen per 2 juli 2012.  Op 19 december 2013 nam een meerderheid van de gemeenteraad van Steenbergen een motie van wantrouwen aan tegen de burgemeester. De dag ervoor was een conceptverklaring van Bolten uitgelekt, waarin ze schreef dat ze vanwege een 'verpeste bestuurscultuur' wilde opstappen. Een dag later lekte een rapport uit waaruit bleek dat niet burgemeester Bolten, maar de gemeentesecretaris het probleem in de organisatie was. Vervolgens begon de bevolking een petitie om haar aan te laten blijven als burgemeester van Steenbergen. Op Facebook meldden ze dat die petitie op een zondag al 1000 handtekeningen opleverde, en de Facebookpagina 700 likes. Op 23 december werd zij door de commissaris van de Koning Wim van de Donk met verlof gestuurd. De commissaris van de Koning benoemde de CDA'er Joseph Vos, die laatstelijk dijkgraaf van het waterschap Brabantse Delta was, als waarnemer.
Op 28 mei 2014 maakte commissaris Van de Donk bekend dat zij haar ontslag had ingediend.
- International Standard Name Identifier: 0000 0003 8996 4684
- Nederlandse Thesaurus van Auteursnamen: 074671936
- Virtual International Authority File: 283467511
- WorldCat: E39PBJd8dgTmC6TTBBX7bhttKd